# 鶴見小野站
鶴見小野站（日语：／ Tsurumi-ono eki */?）是一個位於神奈川縣橫濱市鶴見區小野町，屬於東日本旅客鐵道（JR東日本）鶴見線的鐵路車站。車站編號是JI 03。

## 車站構造
對向式月台2面2線的地面車站。上行和下行各有一個站舍，雖然是無人車站，但是偶爾會有車站工作人員臨時性的做查驗票的工作。設有簡易Suica剪票機。
JR的特定都區市內制度「橫濱市内」的車站。

### 月台配置
| 月台 | 路線   | 方向 | 目的地                 |
| ---- | ------ | ---- | ---------------------- |
| 東側 | 鶴見線 | 下行 | 扇町、海芝浦、大川方向 |
| 西側 | 鶴見線 | 上行 | 鶴見方向               |

（來源：JR東日本:車站構內圖（页面存档备份，存于））

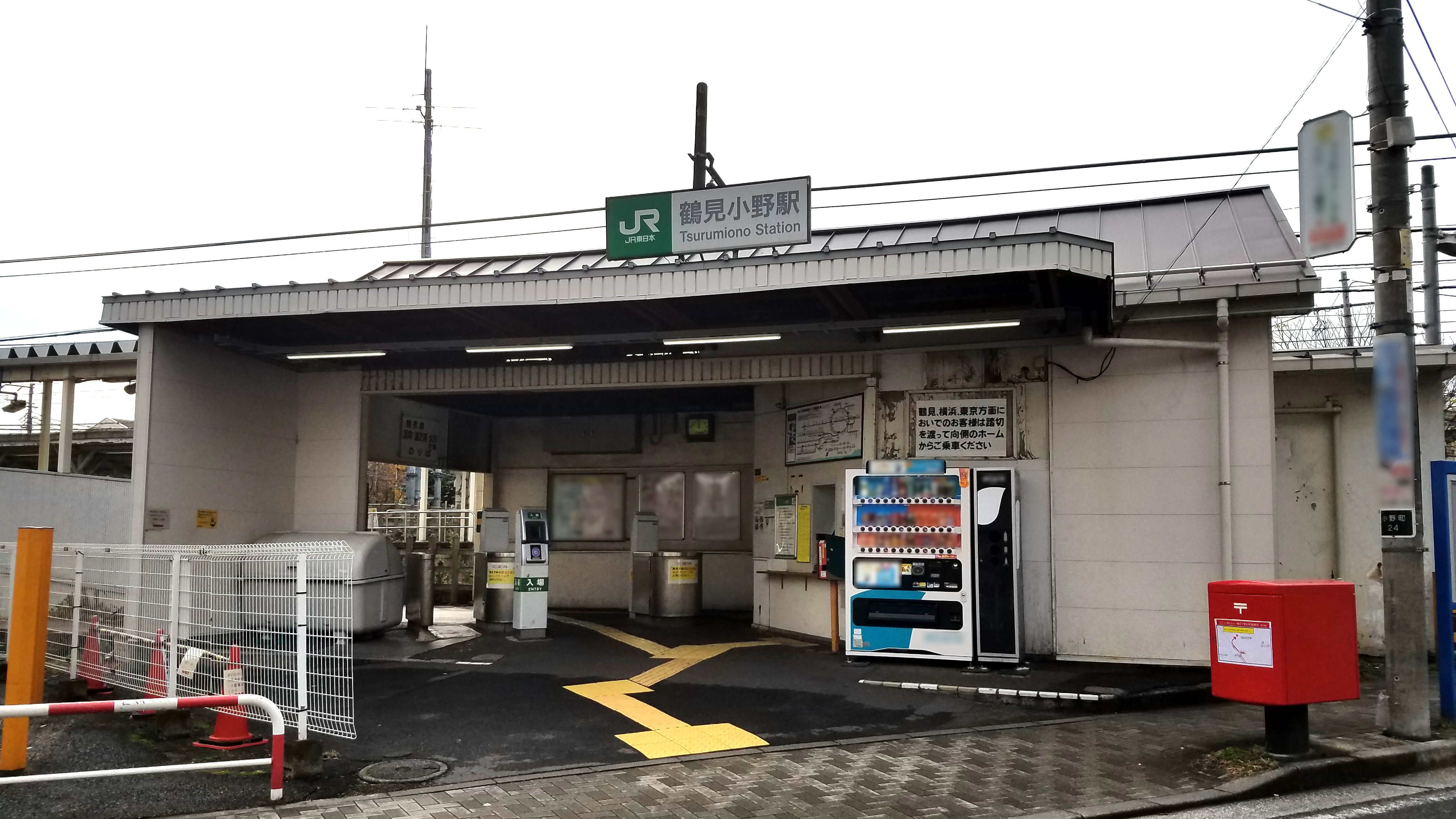
東月台閘口（2019年12月）
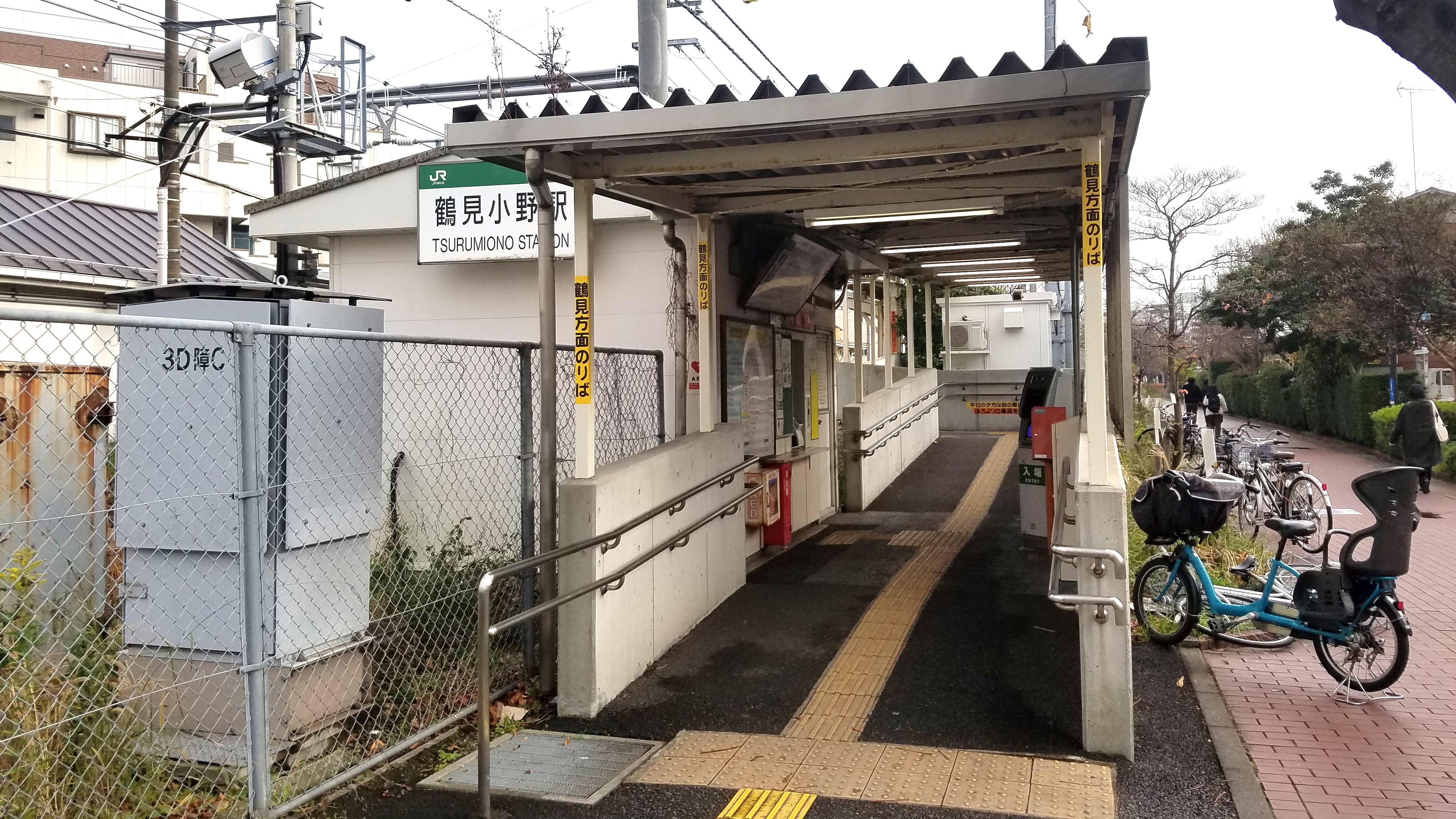
西月台閘口（2019年12月）
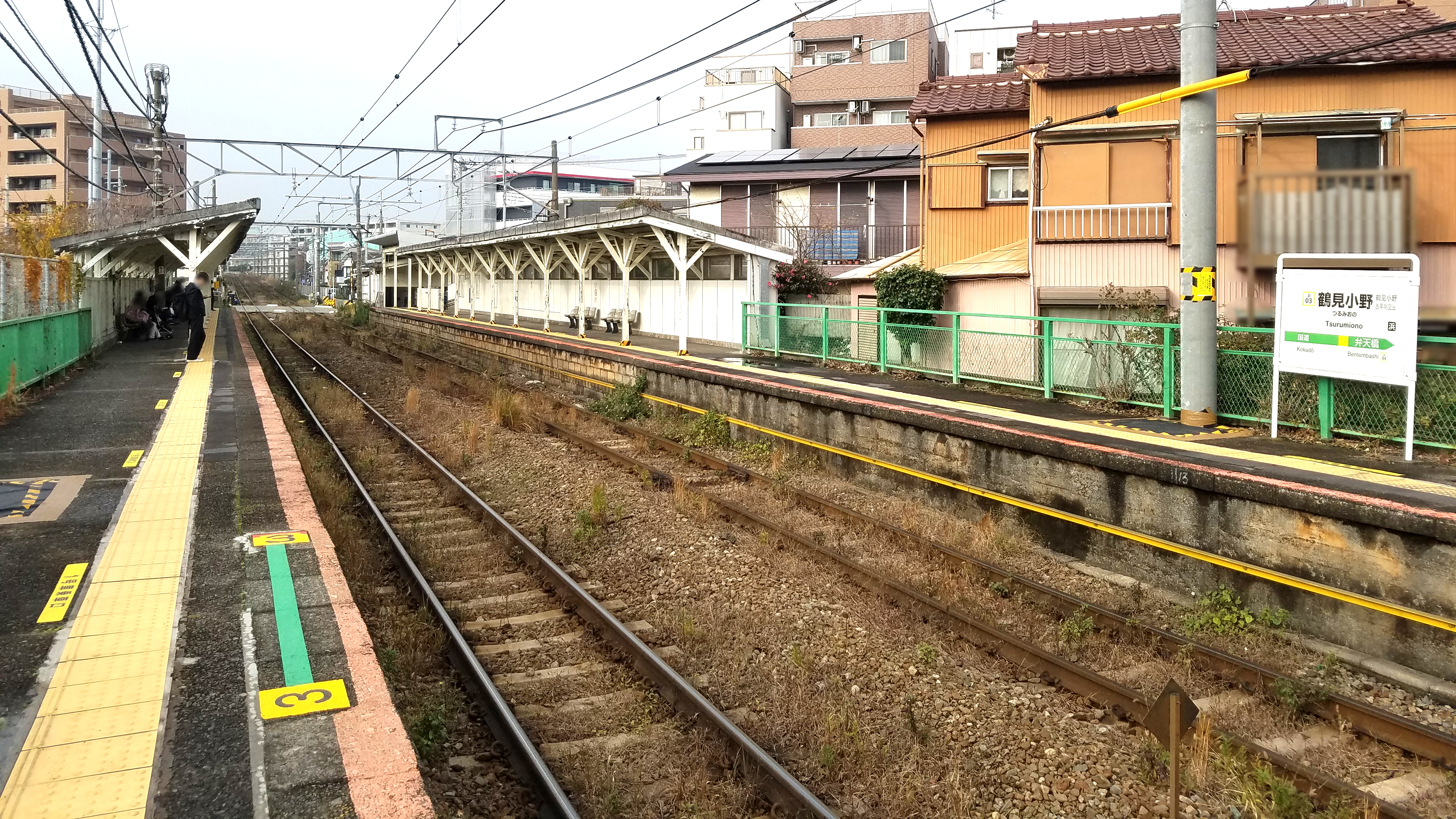
月台（2019年12月）

## 使用情況
2008年度的1日平均上車人次為4,905人。因為是無人站，2009年度以後不再發表上車人次。
近年的1日平均上車人次推移如下表。
| 年度               | 1日平均 上車人次 | 來源     |
| ------------------ | ---------------- | -------- |
| 1991年（平成03年） | 4,302            |          |
| 1992年（平成04年） | 4,430            |          |
| 1993年（平成05年） | 4,488            |          |
| 1994年（平成06年） | 4,385            |          |
| 1995年（平成07年） | 4,289            |          |
| 1996年（平成08年） | 4,140            |          |
| 1997年（平成09年） | 3,974            |          |
| 1998年（平成10年） | 3,740            | [ * 1 ]  |
| 1999年（平成11年） | 3,709            | [ * 2 ]  |
| 2000年（平成12年） | 3,922            | [ * 2 ]  |
| 2001年（平成13年） | 3,974            | [ * 3 ]  |
| 2002年（平成14年） | 4,306            | [ * 4 ]  |
| 2003年（平成15年） | 4,652            | [ * 5 ]  |
| 2004年（平成16年） | 4,772            | [ * 6 ]  |
| 2005年（平成17年） | 4,788            | [ * 7 ]  |
| 2006年（平成18年） | 4,875            | [ * 8 ]  |
| 2007年（平成19年） | 4,949            | [ * 9 ]  |
| 2008年（平成20年） | 4,905            | [ * 10 ] |

## 車站周邊
住宅地和商店街佔地廣大。
- 橫濱市立鶴見工業高中
- 橫濱市立橫濱科學高中（預定2009年4月開校）

### 路線巴士
小野町（步行約8分）
- 川崎鶴見臨港巴士
  - <鶴08> 鶴見站東口（經由汐鶴橋）
  - <鶴08> ふれーゆ

## 歷史
- 1936年（昭和11年）12月8日 - 鶴見臨港鐵道工業學校前停留場開業（只有旅客營業）。
- 1943年（昭和18年）7月1日 - 鶴見臨港鐵道線國有化。同時升格為站、改稱鶴見小野站。
- 1971年（昭和46年）3月1日 - 無人站化。
- 1987年（昭和62年）4月1日 - 國鐵分割民營化成為JR東日本的站。

## 站名的由來
- 命名是因為所在地稱為小野町。小野町命名源於江戶時代末期至明治初期本地的町長小野高義、鱗之助父母和子女開發這一帶土地、稱為小野新田。
站名的變更是因國有化後避免站名有重複的考慮、同時也和戰時防諜活動有關。

## 相鄰車站
東日本旅客鐵道（JR東日本）
 鶴見線
國道（JI 02）－鶴見小野（JI 03）－弁天橋（JI 04）

## 外部連結
- 車站資訊（鶴見小野）：東日本旅客鐵道